# Gary Ballance
Gary Simon Ballance (* 22. November 1989 in Harare, Simbabwe) ist ein ehemaliger simbabwischer Cricketspieler, der zwischen 2013 und 2017 für die englische und im Jahr 2023 für die simbabwische Nationalmannschaft spielte.

## Kindheit und Ausbildung
Ballance wurde in Simbabwe geboren und nahm mit 16 Jahren für Simbabwe bei der ICC U19-Cricket-Weltmeisterschaft 2006 teil. Daraufhin nahm er ein Stipendium in Harrow an und zog nach England.

## Aktive Karriere
Ballance erhielt früh die Chance mit seinen Verbindungen aus Harrow einige Spiele für Derbyshire zu absolvieren. Im Jahr 2008 wechselte er nach Yorkshire. Dort gab er in der County Championship 2008 sein First-Class-Debüt. Er begann auch in den Wintersaisons für die Mid West Rhinos in Simbabwe zu spielen. Seinen Durchbruch in Yorkshire erzielte er in der Saison 2011 und wurde daraufhin für die englische A-Nationalmannschaft berufen. Nach guten Leistungen dort, wurde er im September 2013 für das ODI gegen Irland berufen und gab dort sein Debüt. In der Ashes-Series im Januar 2014 erhielt er auch sein Test-Debüt gegen Australien. In der zugehörigen ODI-Serie erreichte er ein Fifty über 79 Runs. Im Mai folgte eine Tour gegen Sri Lanka, bei der er in den ODIs ein weiteres Fifty (64 Runs) erzielte. In den Tests gelang ihm im ersten Spiel ein Century über 104 Runs aus 188 Bällen, bevor er ein weiteres Fifty im zweiten Test erreichte. In der darauf folgenden Test-Serie gegen Indien begann er mit einem Fifty über 71 Runs in der ersten Begegnung. Dem schloss sich ein Century über 110 Runs aus 203 Bällen im zweiten und ein weiteres Century über 156 Runs aus 288 Bällen im dritten Test an. Mit einem Fifty über 64 Runs schloss er dann die Serie ab. Zu Beginn des Jahres brach er sich den Finger, war jedoch vor der kommenden Weltmeisterschaft wieder fit. Beim Cricket World Cup 2015 konnte er dann jedoch nicht überzeugen. Daraufhin fand er keine Berücksichtigung mehr im ODI-Team.
Nach dem Turnier reiste er für eine Test-Serie in die West Indies. Dort gelang ihm im ersten Spiel ein Century über 122 Runs aus 250 Bällen, bevor er im zweiten zwei Fifties erzielte (77 und 81* Runs). Im Sommer traf er dann auf Australien, wobei er in der Test-Serie ein Fifty (61 Runs) erreichte. Jedoch wurde er nach dem zweiten Test der Serie aus dem Kader gestrichen. Nach guten Leistungen für Yorkshire erhielt er ein Jahr später eine weitere Chance gegen Pakistan, wo er ein weiteres Fifty (70 Runs) erreichte. Doch konnte er sich nicht lange im Team halten. Im folgenden Sommer übernahm er die Kapitänsrolle in Yorkshire. Nachdem er dort abermals gut Abschnitt erhielt er eine weitere Chance im Nationalteam gegen Südafrika. Doch brach er sich dabei dem zweiten Spiel einen Finger und so endete seine Karriere für England. In der Folge verblieb er in Yorkshire und hatte dort während der COVID-19-Pandemie mentale Probleme. Im Jahr darauf stand der im Zentrum des Rassismus-Skandals in Yorkshire. Er entschuldigte sich über sein Verhalten gegenüber Adil Rashid und verließ daraufhin auf eigenen Wunsch den Club.
Er erhielt daraufhin einen Vertrag mit dem simbabwischen Verband. Für deren Nationalteam gab er im Januar 2023 sein Twenty20-Debüt gegen Irland. In der zugehörigen ODI-Serie gelang ihm ein Fifty über 52 Runs. In der sich daran anschließendem Test-Serie gegen die West Indies gelang ihm ein Century über 137* Runs aus 231 Bällen. Zum Ende der Saison 2022/23 erreichte er in den ODIs gegen die Niederlande noch ein Mal ein Fifty (64* Runs). Kurz darauf erklärte er seinen Rücktritt von allen Formen des Crickets. Nach seinem Rücktritt verkündete die Disziplinarkommission ihr Urteil im Rassismus-Skandal und er erhielt eine Geldstrafe und sollte er zurückkehren eine Spielsperre für sechs Spiele.